# Duathlon
Ne doit pas être confondu avec biathlon.
Le duathlon est un sport enchaîné dérivé du triathlon qui combine une épreuve de course à pied suivie d’une épreuve de cyclisme puis d’une dernière manche de course à pied. Les distances  varient en fonction des épreuves. Les premières compétitions de duathlon apparaissent à New York  aux États-Unis en 1985  sous le nom de « biathlon » et en Europe en 1989 lors du premier Powerman Duathlon à Zofingue en Suisse. Il est géré par  la Fédération internationale de triathlon (World Triathlon) qui organise depuis 1990 des championnats du monde courte et longue distance. Créé selon une pratique compétitive totalement mixte, les adeptes de ce sport portent le nom invariant en genre de duathlète.

## Histoire

### Terminologie
Aux prémices de son apparition en Amérique du Nord, cette pratique sportive porte parfois le nom de « Cyruthlon » mais apparaît principalement sous le nom de « Biathlon ». Lors de son arrivée en Europe, ce dernier nom n'est pas retenu car déjà utilisé pour un sport d'hiver. Le terme français de « Cyclathlon » n'ayant reçu aucun écho, c'est le terme allemand de « Duathlon » qui s'implante sur le continent européen et est adopté ensuite par la fédération internationale.

### Premières apparitions
Contrairement au triathlon, le duathlon n'a pas un lieu précis de naissance historiquement établi. Ce sport tire sa source des pratiques hivernales d'adeptes de sports enchaînés, qui s'adonnent à des enchaînements sans natation dès lors que le climat ne permet plus la pratique de cette dernière en extérieur. La mise en forme compétitive et l'apparition publique de cette pratique se fait en 1985 à New York. Dan Honig, président d'un club de triathlon new-yorkais, prend connaissance de cette forme d'entraînement et propose une compétition qui remplace l'épreuve de natation par une épreuve de course à pied. Le New York Biathlon voit le jour et représente un circuit de cinq épreuves qui se déroulent dans la ville. Le succès immédiat et grandissant des épreuves s’étend et plusieurs autres états américains lancent leur challenge de biathlon. Entre 1985 et 1986, naît un évènement sportif qui devient le grand rendez-vous annuel du biathlon, le « Desert Princess Biathlon » qui se déroule à  Palm Springs (Californie). Cette compétition propose l’enchaînement de trois épreuves mêlant deux sports différents. Une première épreuve propose trois kilomètres de course à pied suivie d'une de treize kilomètres à vélo de route pour finir par une dernière étape de trois kilomètres de course à pied (3/13/3). Une seconde, plus longue, propose dix kilomètres de course à pied, soixante-deux à vélo, et de nouveau dix de course à pied (10/62/10). 
Entre 1987 et 1990, le nombre d'épreuves croit de 250 à plus de mille. La renommée de ces épreuves attirent également les médias et certains investisseurs du domaine sportif. De grandes manifestations comme le « Coors Light Biathlon » réunissent des milliers de duathlètes sur plusieurs manifestations, l’épreuve de Chicago, par exemple, en rassemble plus de deux mille. L'attention portée à cette nouvelle pratique, permet aussi l’attribution de primes, bien que moins importantes que pour le triathlon, elles peuvent toutefois atteindre en 1991, jusqu’à cinquante mille dollars. Si les triathlètes s'y intéressent comme entraînement d'hiver, côté compétition, il reste cependant le plus souvent dans leur pratique d'origine et laissent la place à des sportifs qui se spécialisent dans cette pratique sans natation. Liz Downing  pour les femmes et Kenny Souza pour les hommes sont les premiers grands noms de cette nouvelle pratique qui marquent l'histoire originelle de ce sport.

### Arrivée en Europe
Le biathlon franchit l'Atlantique et arrive en Europe en 1989 par la Suisse à Zofingue et le succès est identique qu'en Amérique. Seul le nom de la pratique n’est pas retenu, car il est déjà utilisé pour qualifier la pratique d'un sport d'hiver. Le terme allemand de « duathlon » est préféré à l'étrange terme français de« cyclathon ».

### Championnats internationaux
En 1990, le 30 septembre se déroulent à Zofingue, les premiers championnats d'Europe de duathlon sur la distance de cinq kilomètres de course à pied, 30 de vélo et cinq de course à pied (5/30/5). les Néerlandais Mark Koks et Thea Sybesma sont les premiers champions d'Europe de l’histoire de ce sport. Rapidement, la Fédération internationale de triathlon organise à Cathedral City en Californie le 24 novembre 1990, les premiers championnats du monde de duathlon sur la distance de 10 kilomètres de course à pied, 62 de vélo et 10 de course à pied (10/62/10). Kenny Souza, star américaine incontestée des années 1980 - 1990, devient le premier champion du monde et Thea Sybesma entre dans l’histoire en ajoutant à son palmarès, le premier titre de championne du monde au premier de championne d'Europe. C'est donc sous le nom de duathlon, que ce sport va progressivement prendre sa place au sein de la famille des épreuves sportives combinées, dans lesquelles plusieurs sports s'enchaînent.

## Pratique

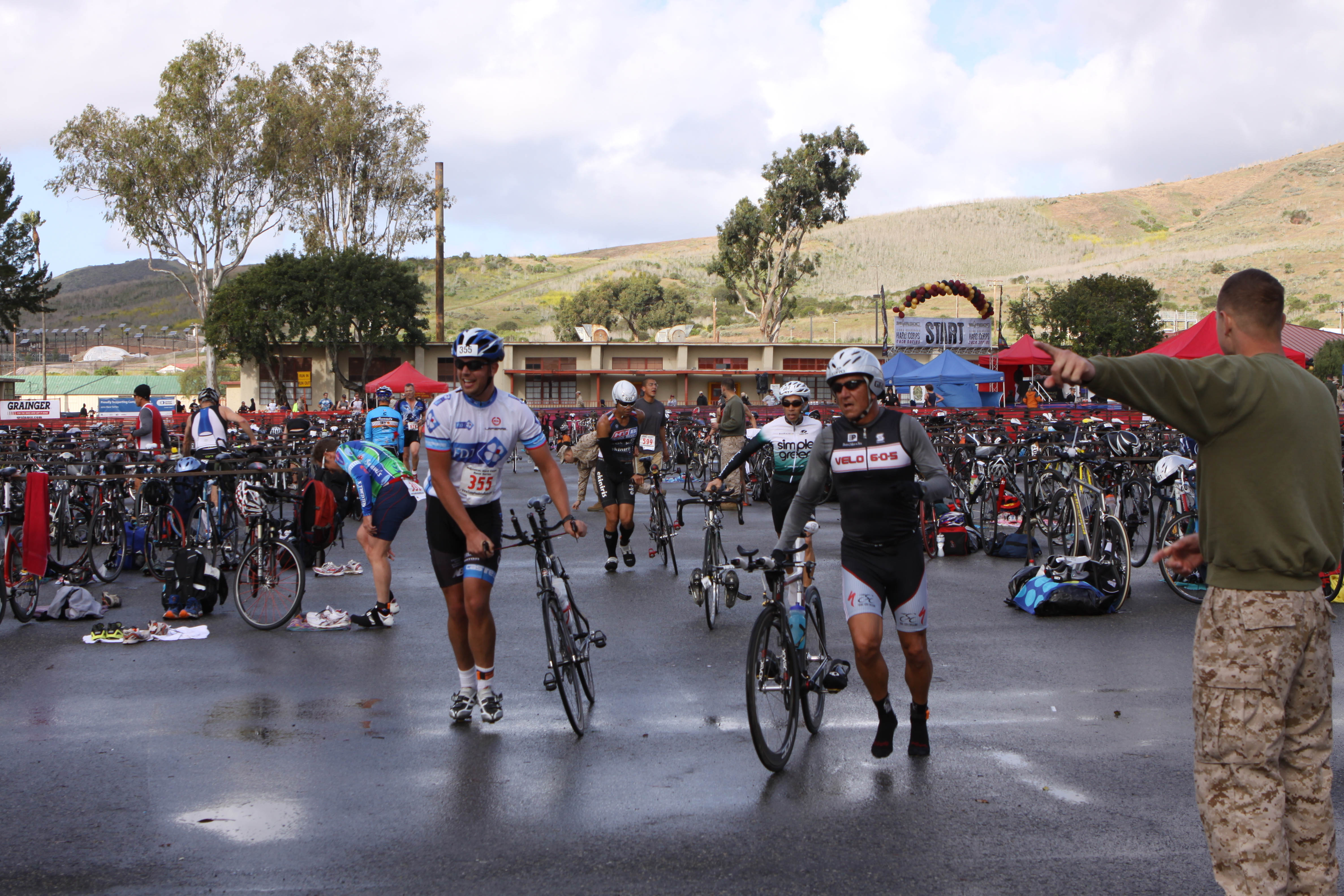
Participants à une épreuve de duathlon lors d'une transition

Sport créé selon une pratique parfaitement mixte, les hommes et les femmes concourent ensemble, seules les grandes épreuves fédérales élites sont à l'instar du triathlon organisées de manière différenciée. La pratique consiste à enchaîner une manche de course à pied suivie d'une course de cyclisme et une nouvelle manche en course à pied. Les périodes de transition font partie intégrante du temps total du compétiteur et peuvent s'avérer déterminantes sur des compétitions de courte distance. La grande majorité des règles fédérales du triathlon s'applique au duathlon et à ses compétitions.  

### Distances
La classification des distances par la Fédération internationale de triathlon ne retient que quatre formats de courses dans ces règlements généraux. Ces distances  servent de base aux compétitions internationales. Exception est faite pour des courses servant parfois de support aux divers championnats internationaux et mises en œuvre par des organisateurs privées. Ces dernières peuvent avoir des formats différents des distances fédérales. C'est le cas du Powerman Duathlon de Zofingue qui sert régulièrement de support aux championnats du monde longue distance et qui est de format : 10/150/30. Ces distances sont déclinées suivant des terminologies et des sous-distances qui peuvent être propres aux fédérations nationales. 
| Format             | Cap 1      | Cyclisme     | Cap 2       |
| ------------------ | ---------- | ------------ | ----------- |
| Équipe relais (4X) | 1,5 à 2 km | 5 à 8 km     | 0,75 à 1 km |
| Distance sprint    | 5 km       | 20 km        | 2,5 km      |
| Distance standard  | 5 à 10 km  | 30 à 40 km   | 5 km        |
| Moyenne distance   | 10 à 20 km | 60 à 90 km   | 10 km       |
| Longue distance    | 10 à 20 km | 120 à 150 km | 20 à 30 km  |

| Nom de la distance       | Cap 1          | Cyclisme       | Cap 2          | Total            |
| ------------------------ | -------------- | -------------- | -------------- | ---------------- |
| Jeunes 6-9 ans           | 250 mètres     | 1 000 mètres   | 250 mètres     | 1 500 mètres     |
| Jeunes 8-11 ans          | 500 mètres     | 2 000 mètres   | 500 mètres     | 3 000 mètres     |
| Jeunes 10-13 ans         | 750 mètres     | 5 000 mètres   | 750 mètres     | 6 500 mètres     |
| Jeunes 12-19ans          | 1 000 mètres   | 6 000 mètres   | 1 000 mètres   | 8 000 mètres     |
| Distance XS (Découverte) | 2,5 kilomètres | 10 kilomètres  | 1,25 kilomètre | 13,75 kilomètres |
| Distance S (Sprint)      | 5 kilomètres   | 20 kilomètres  | 2,5 kilomètres | 27,5 kilomètres  |
| Distance M (CD, DO ou A) | 10 kilomètres  | 40 kilomètres  | 5 kilomètres   | 55 kilomètres    |
| Distance L (MD ou B)     | 10 kilomètres  | 80 kilomètres  | 10 kilomètres  | 100 kilomètres   |
| Distance XL (LD ou C)    | 10 kilomètres  | 120 kilomètres | 30 kilomètres  | 160 kilomètres   |
| Distance XXL             | 20 kilomètres  | 180 kilomètres | 20 kilomètres  | 220 kilomètres   |

### Variantes du duathlon
Les principales variantes du duathlon rejoignent celle du triathlon. Il existe des rencontres de cross duathlon ou la course à pied est de type cross-country ou trail et où la partie vélo se réalise en VTT sur des circuits en milieu naturel. Ainsi que des compétitions de duathlon d'hiver ou duathlon des neiges, ou la partie VTT est parfois remplacée par une course en ski de fond.

## Compétitions
La Fédération internationale de triathlon organise chaque année des championnats du monde de cette spécialité. Ces rencontres mondiales sont déclinées par la plupart des fédérations continentales et nationales. Il s'agit des :
- Championnats du monde de duathlon
- Championnats du monde de duathlon longue distance
- Championnats du monde de duathlon cross

La Fédération européenne de triathlon organise, depuis 2015, un championnat d'Europe de cross duathlon courte distance :
- Championnats d'Europe de duathlon
- Championnats d'Europe de duathlon longue distance
- Championnats d'Europe de duathlon cross